# 松山主水
松山 主水（まつやま もんど、? - 1635年（寛永12年）10月）は、江戸時代初期の武芸者、剣客。二階堂平法の道統者であり、「心の一方」の使い手として知られる。名は大吉（だいきち）。源之丞とも。

## 生涯
二階堂平法という武術の道統者であった。
寛永6年（1629年）ごろ、江戸で細川家に召し抱えられる。細川忠利に剣を指南し、御鉄砲頭衆として500石を給された。忠利は柳生宗矩の門人であったが、主水の手ほどきを受けてから急速に上達し、宗矩と試合してもときに勝ちを取るほどになったため、宗矩は「なぜ急に剣術巧者になったのか」と首を傾げたという。また、忠利が江戸城へ登るとき、主水が行列の先頭に立つと、「心の一方」の術により、どんなに混雑していても渋滞なく進むことができた。主水が左手のひらを下向きに前に突き出すと、行列が進む先を横切ろうとする者はその手前で動けなくなり、遠くから走ってくる者がいると、足を取られたようにひっくり返ってしまったという。
寛永9年（1632年）、忠利の熊本入部に際して、主水は1000石に加増され、道場を構えて藩士の養成もするようになった。このころ、細川家は改易された加藤家の浪人を受け入れており、豪傑と知られた荘林十兵衛もそのひとりで、忠利の父、三斎（細川忠興）付きの家臣となっている。
ところが主水は、ふるまいに傍若無人なところがあったといわれる。「心の一方」で恐れられたことの反感もあったと考えられる。また一方で、忠利は父・三斎と折り合いが悪く、三斎は八代に別居しており、家臣団もまたそれぞれに分かれての確執があった。このため、しばしば小紛争が起こり、大坂から船路をとって帰国する際に、忠利と三斎は別々の船に乗り反目する家臣達がそれぞれの船から挑発することも希ではなかった。あるとき船路の途中、主水はいつのまにか三斎側の船に乗り移り、下駄を片手に当たるを幸い殴りつけ、気のすむまで暴れたあげく、もとの船に飛び移った。これには忠利もさすがに主水を叱責したが、三斎はこのことに激怒し、主水の暗殺を命じた。
これを知った忠利は、主水を光円寺にかくまった。一説には、三斎に対して主水を謝罪に向かわせるためであったともいう。しかし、寛永12年（1635年）10月、主水は光円寺で折悪しく病臥中のところを、三斎の命を受けた荘林十兵衛によって暗殺された。十兵衛は小姓の後から付いてきて、いきなり布団の上から主水を刺したという。主水は「卑怯っ」と叫んで、手ぬぐいで胴をくくって枕刀を手にするが、立ち上がることができなかった。十兵衛も動転して庭に面した手水鉢の水を飲もうとするところ、小姓が後ろから斬りつけ、たまらず庭に転がり落ちたところを二の太刀を受けて落命した。これを見届けた主水は「でかした」と笑って息絶えたという。主水の墓はないが、光円寺に五輪の塔が建てられたという。荘林十兵衛の墓は八代盛光寺に現存する。
主水の死後、小姓（桑田慎之介とも）も荘林側の手の者に探し出されて殺され、荘林の子、半十郎も翌寛永13年（1636年）7月に槍で突き殺された。下手人は不明のままであった。事態を重く見た忠利と三斎は、直接対面して当面の収拾を図った。

## 二階堂平法と「心の一方」
祖父・主水は父祖から伝わる二階堂流剣術を発展させて二階堂平法を創始したという。二階堂流は、鎌倉幕府の評定衆で美濃稲葉城主であった二階堂氏が中条流を学んで開いたとも、また一説には念流の祖、念阿弥慈恩の門人である二階堂右馬助が興したともいわれている。二階堂平法は、初伝を「一文字」、中伝を「八文字」、奥伝を「十文字」とし、これら「一」「八」「十」の各文字を組み合わせた「平」の字をもって平法と称した。
また、奥伝以外に「心の一方」あるいは「すくみの術」の秘術があり、いまでいう瞬間催眠術のようなものであったらしい。この術にかかった者は、金縛りにあったように身動きができなくなったという。主水大吉は、12歳のときから祖父に師事し、これら秘伝のことごとくを伝授された。

## 主水の高弟
松山主水の高弟に村上吉之丞がいる。忠利と共に「八文字」の伝を授かったが、主水の死によって奥伝「十文字」は伝えられなかった。一説には、吉之丞はその性粗暴であり、主水はあえて奥伝を伝えなかったともいわれる。しかし、それでも吉之丞は抜群に強かったらしく、細川家に仕官を求めた宮本武蔵に試合を挑んだところ、武蔵は恐れて逃げたという逸話が伝えられている。

## 松山主水の登場する作品

### 小説
- 「それからの武蔵」（小山勝清）
- 「柳生十兵衛秘剣考 水月之抄」（高井忍）
- 「蛍丸伝奇」(えとう乱星)
- 「細川忠利兵法異聞」（斎藤光顕）
- 「陽炎」短編。『秘剣龍牙』に収録。（戸部新十郎）
- 「鏡味」短編。『幻剣蜻蛉』に収録。（戸部新十郎）
- 「江戸留守居役 浦会」（伍代圭佑）

### 漫画
- 「柳生一族と闘った男 血闘者 竜之巻・鬼之巻」（武本サブロー）
- 「真田剣流」「風魔」（白土三平）

### テレビドラマ
- 「それからの武蔵」（1981年、東京12チャンネル・中村プロダクション） - 演：亀石征一郎
- 「徳川剣豪伝 それからの武蔵」（1996年、テレビ東京・東映） - 演：白竜

## 参考書籍
- 『日本剣豪100選』（綿谷雪著、秋田書店）